# Kilian Patour
Kilian Patour (* 20. September 1982) ist ein ehemaliger französischer Radrennfahrer.

## Karriere
Patour wurde 2000 französischer Straßenmeister der Junioren und 3003 bei der U23. 2005 erhielt er einen Vertrag bei dem französischen ProTeam Crédit Agricole. 2007 wechselte er zur US-amerikanischen Mannschaft Slipstream-Chipotle, bei der er bis zum Ablauf des Jahres 2009 blieb. Größere individuelle Erfolge konnte er für beide Radsportteams auf der Straße nicht erzielen. 2008 wurde er bei den französischen Bahnmeisterschaften Silbermedaillengewinner im Punktefahren.

## Erfolge
2000
- Französischer Meister – Straßenrennen (Junioren)

2003
- Brussel-Zepperen
- Französischer Meister – Straßenrennen (U23)

2008
- Französische Bahnmeisterschaften – Punktefahren

2009
- Mannschaftszeitfahren Tour of Qatar

## Teams
- 2005–2006 Crédit Agricole
- 2007–2009 Slipstream-Chipotle / Garmin-Chipotle / Garmin-Slipstream